# Viale Rustaveli
Viale Rustaveli (in georgiano რუსთაველის გამზირი?, Rust'avelis Gamziri), denominato viale Golovin tra il 1840 e il 1918, è una strada di Tbilisi sita nella Vecchia Tbilisi tra piazza della Libertà e piazza della Rivoluzione delle Rose.
È dedicata al poeta medievale georgiano Shota Rustaveli. È considerata la principale strada della capitale georgiana, in virtù della presenza di numerosi edifici governativi, culturali e storici tra cui il palazzo del Parlamento, la Galleria nazionale d'arte e il Teatro nazionale dell'opera e del balletto.

## Storia

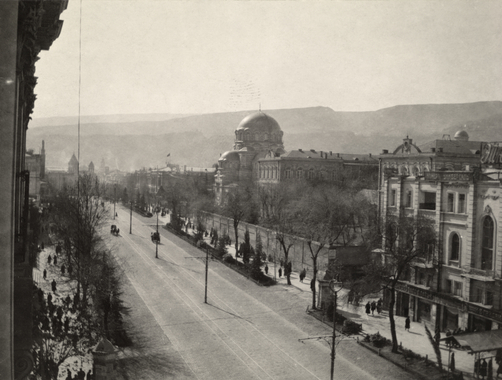
Il viale nel 1920. È visibile la cupola della cattedrale di Aleksandr Nevskij

La strada fu ideata dal viceré del Caucaso Michail Voroncov, cheo ne ordinò la costruzione negli anni quaranta dell'Ottocento, al fine di trasformare Tbilisi da città in stile persiano a metropoli di stampo europeo. All'estremità orientale la strada confluisce nella piazza principale di Tbilisi, oggi chiamata Piazza della Libertà, ma in passato dedicata al generale Ivan Paskevič, a Lavrentij Berija (durante lo stalinismo) e a Lenin. In origine, la strada  denominata "Prospettiva Golovin", in onore dell'ex viceré Evgenij Golovin e ha assunto la denominazione attuale nel 1918.
Nella zona sud della strada, Voroncov fece costruire una sfarzosa residenza governativa, attualmente adibita a palazzo della gioventù. Nella stessa area, tra il 1871 ed il 1897, fu costruita la maestosa cattedrale di Aleksandr Nevskij in stile neobizantino. Nel 1930 le autorità sovietiche ne ordinarono la distruzione per fare spazio all'edificio destinato ad ospitare il governo. Lungo la zona nord della strada si trovano il teatro dell'opera e del balletto ed alcuni dei migliori alberghi della città. L'albergo a tre piani chiamato "Hotel Orient" fu il luogo in cui si verificarono almeno due importanti episodi storici. Nel maggio del 1918 un gruppo di patrioti azeri proclamò frettolosamente dall'albergo la nascita della Repubblica Democratica di Azerbaigian, mentre Baku si trovava sotto il controllo dei bolscevichi. Nel dicembre del 1936 il leader comunista abcaso Nestor Lakoba si ritirò nell'albergo, dove morì dopo essere stato avvelenato per ordine del suo rivale georgiano Lavrentij Berija.
I manifestanti politici hanno adottato il viale come luogo di protesta, poiché l'occupazione della strada ha la conseguenza di bloccare la città. Nel 1956 le truppe sovietiche stroncarono una manifestazione convocata per contestare la denuncia dello stalinismo pronunciata da Nikita Chruščёv. Nel 1978 i manifestanti occuparono la strada per chiedere il pari status della lingua georgiana. Nella tragica notte del 9 aprile 1989 dei manifestanti, riuniti davanti agli edifici governativi, furono uccisi dagli spetsnaz sovietici. Questo evento fu chiamato massacro di Tbilisi. Nel dicembre del 1991 la strada divenne l'epicentro di una breve guerra civile, culminata poi con la deposizione del presidente Zviad Gamsakhurdia. Più di cento persone morirono e i grandi edifici del lato orientale della strada vennero sventrati. Occorse un decennio per ricostruire interamente la strada ed i suoi edifici rovinati. Nel 2003 una folla si riunì nella strada in occasione della cosiddetta Rivoluzione delle rose. Nel 2007 e nel 2011 l'area fu sede di manifestazioni contro il presidente Mikheil Saakashvili.

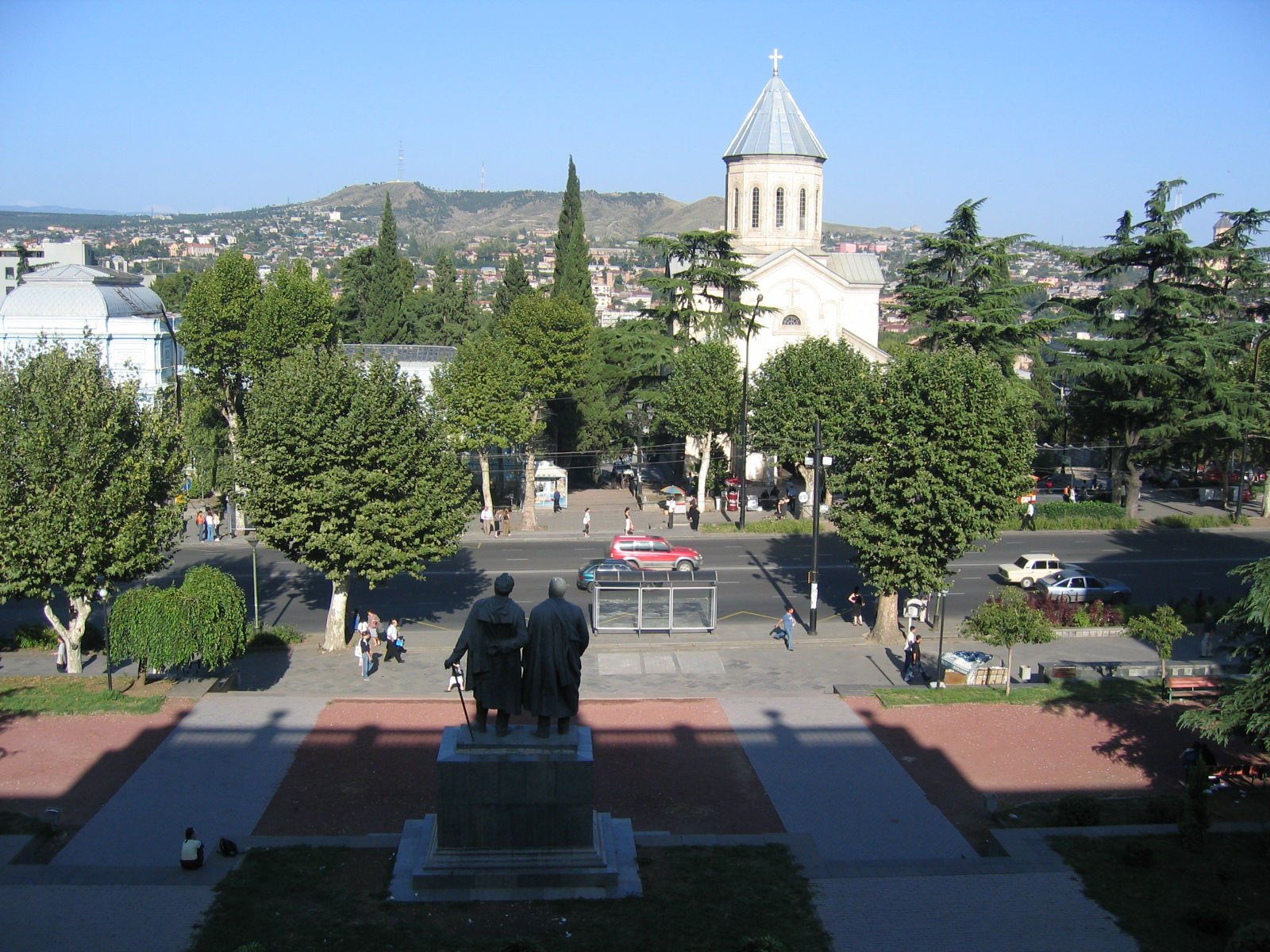
Viale Rustaveli e chiesa di Kashveti

## Architetture
Tra gli edifici più importanti della strada vi sono il palazzo del Parlamento, che ha ospitato il governo della RSS Georgiana oltre che le riunioni del parlamento georgiano dal 1997 al 2012 e poi nuovamente dal 2019; l'ex palazzo dei viceré, divenuto già nel 1941 palazzo della gioventù; la chiesa di Kashveti, costruita all'inizio del XX secolo sulle rovine di una chiesa più antica; il teatro accademico, costruito in stile barocco e rococò; il teatro dell'opera e del balletto, caratterizzato dallo stile neomoresco; la galleria nazionale, nata come museo storico-militare e divenuta galleria pittorica nel 1930. Altri edifici importanti sono il museo statale Simon Janashia, l'accademia georgiana delle Scienze ed il cinema Rustaveli. Uno dei principali alberghi della strada appartiene alla compagnia statunitense Marriott.

## Galleria d'immagini

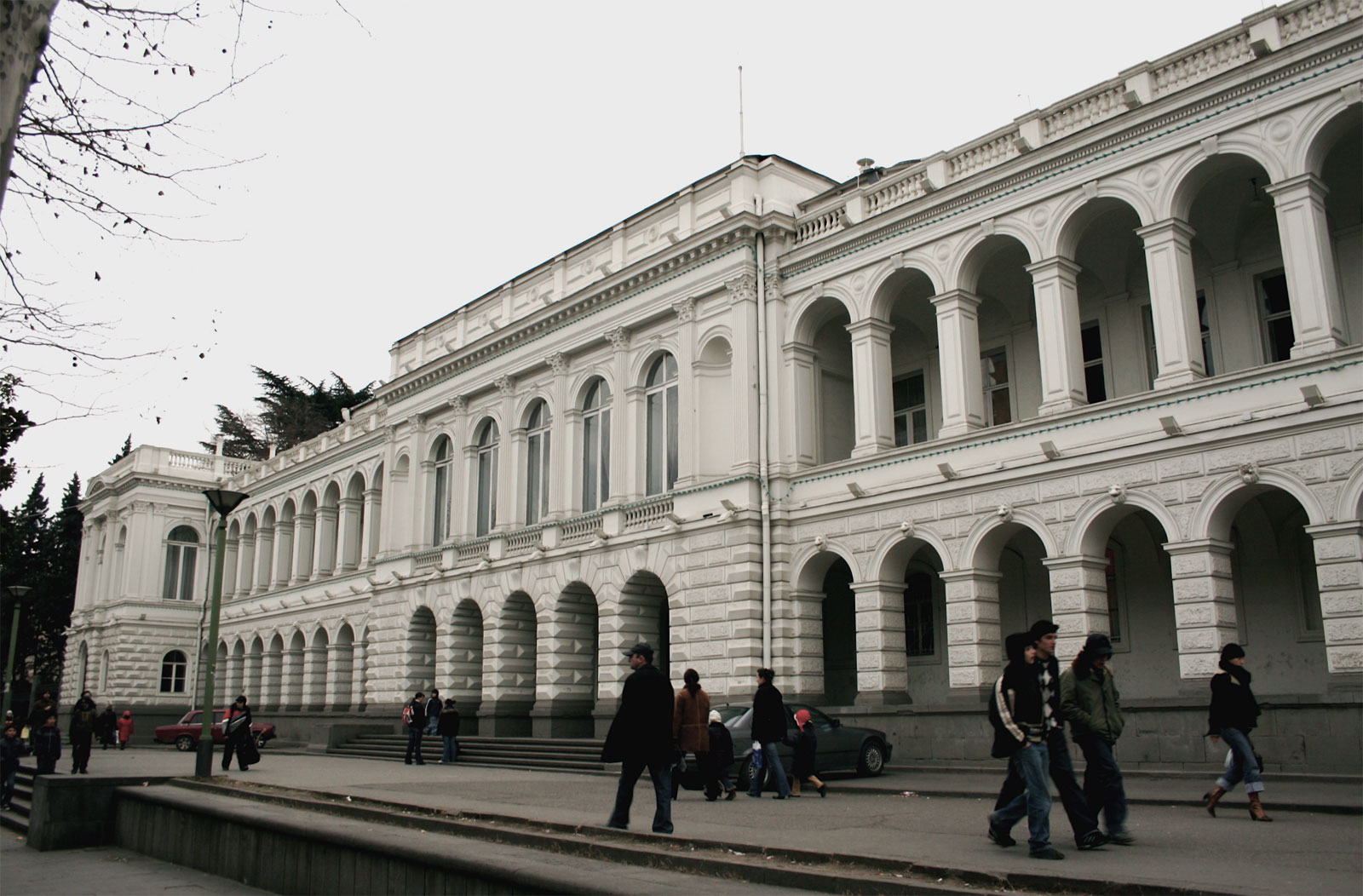
Ex palazzo dei viceré
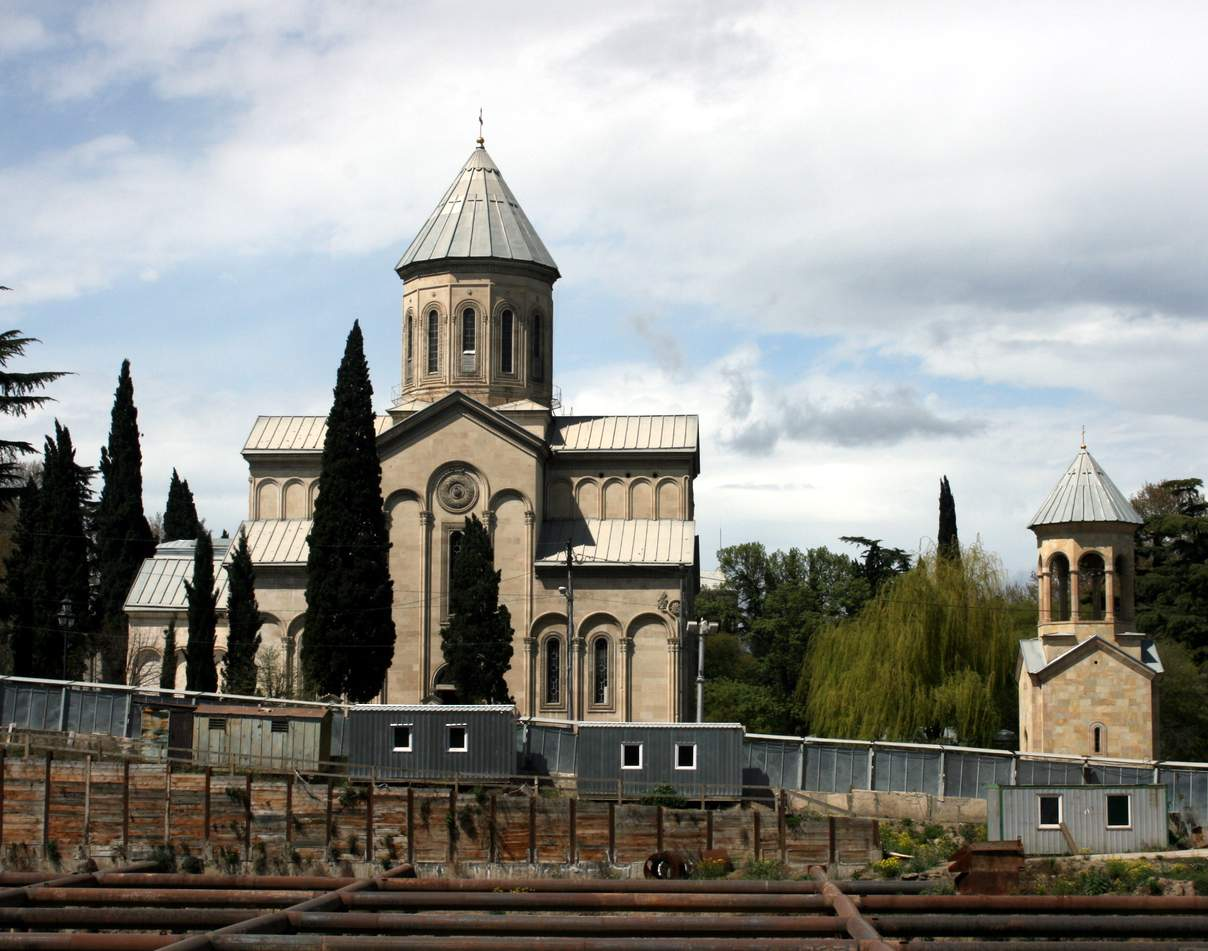
Chiesa di Kashveti
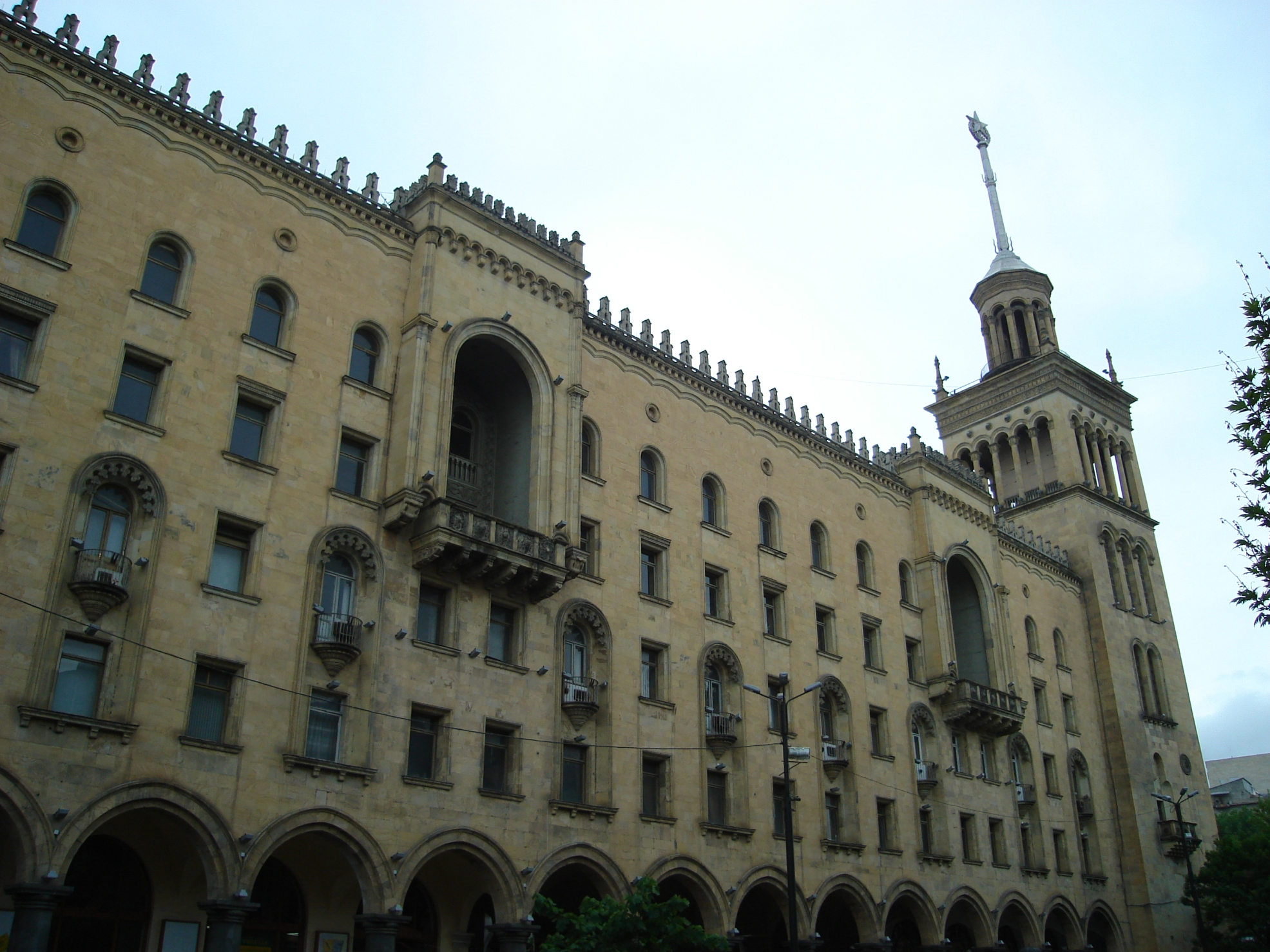
Accademia delle Scienze
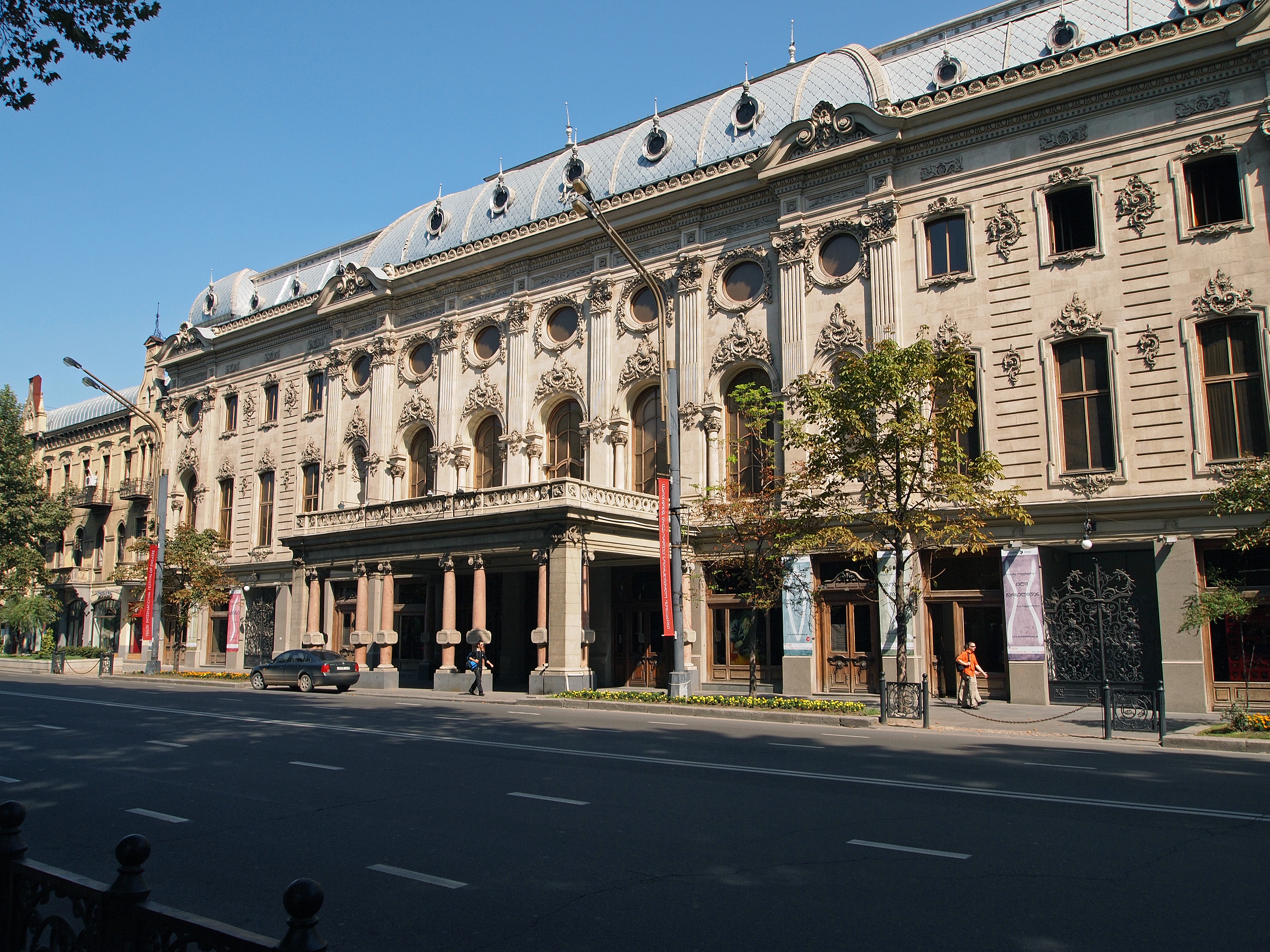
Teatro accademico Rustaveli
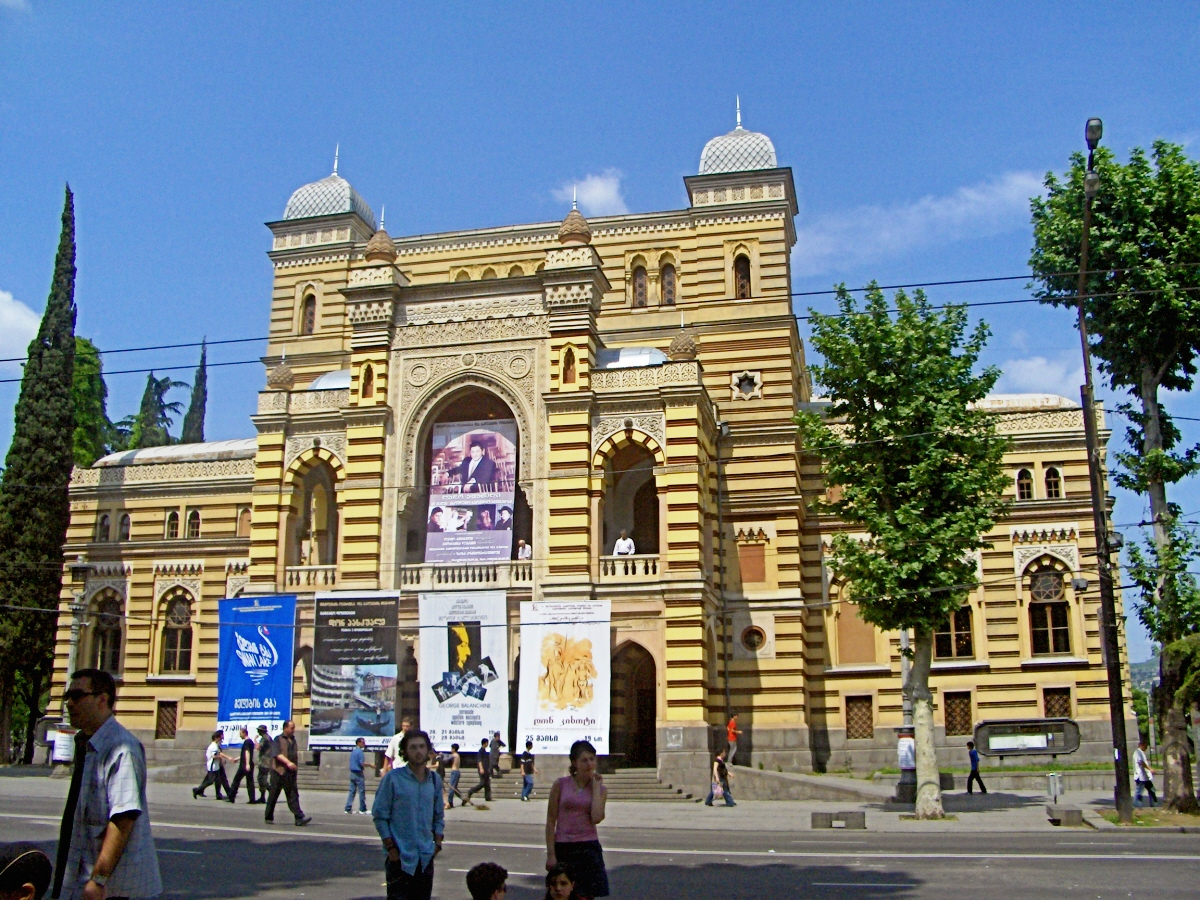
Teatro dell'opera e del balletto
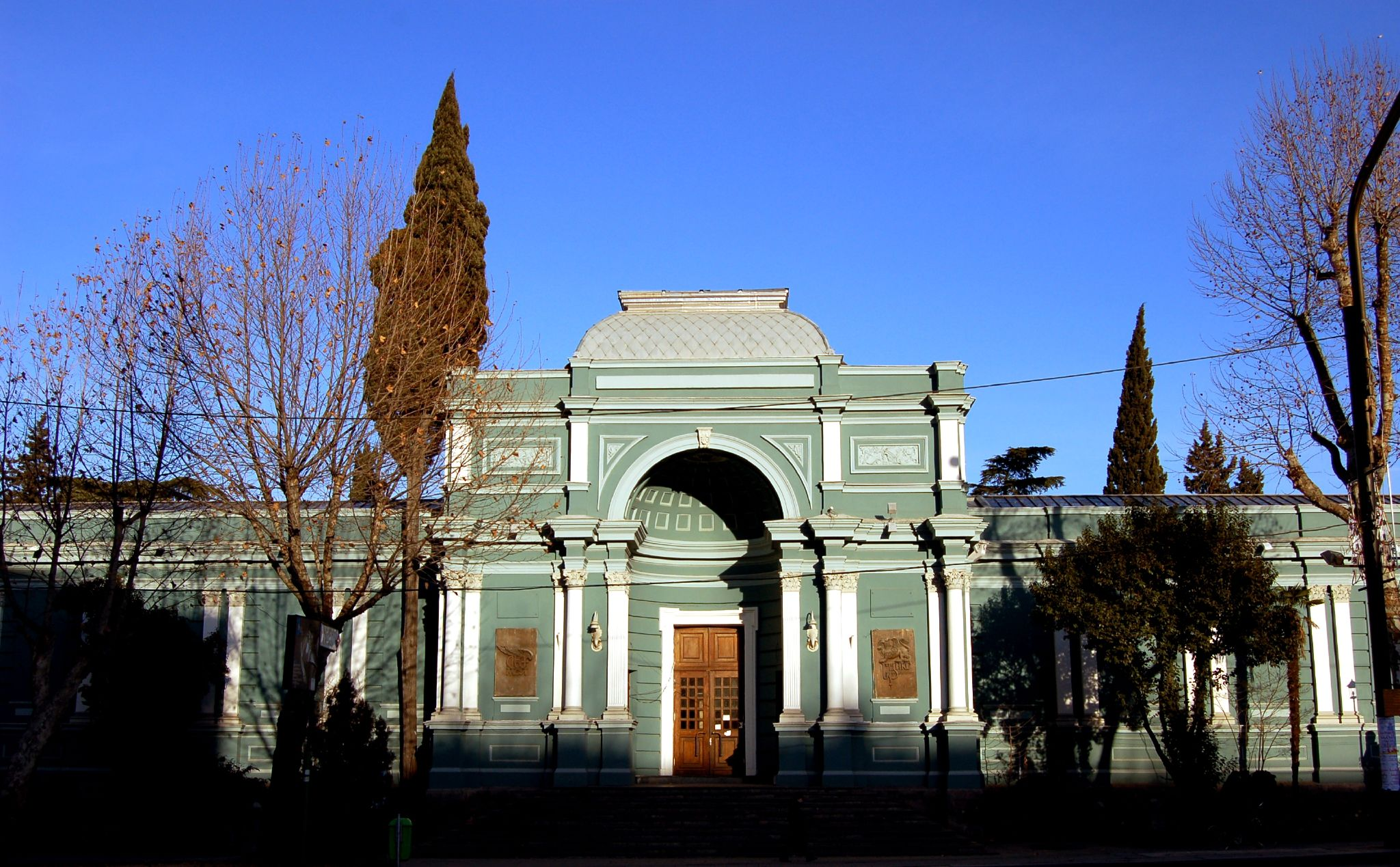
Galleria nazionale
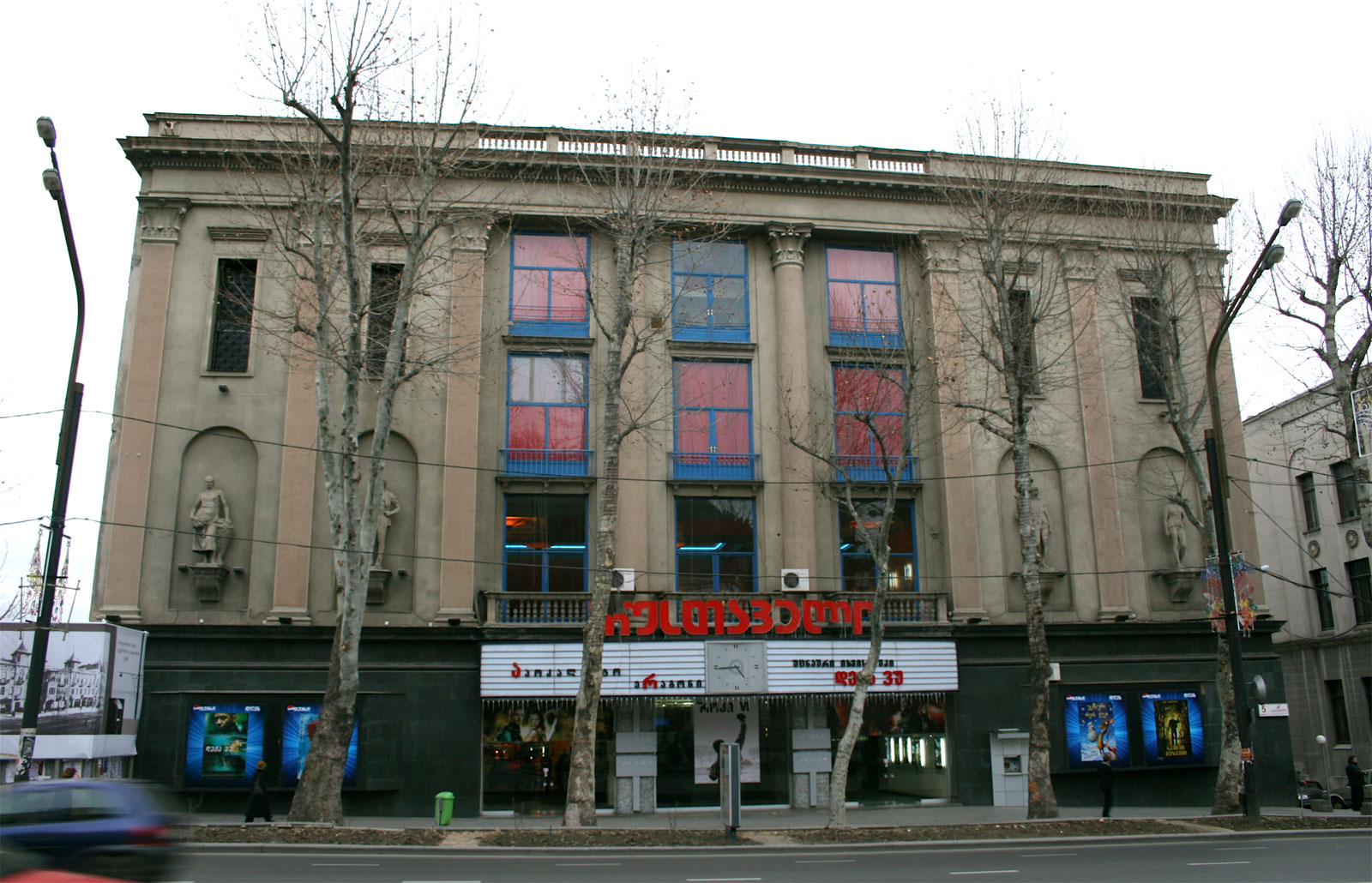
Cinema Rustaveli